# Zespół Pendreda
Zespół Pendreda (ang. Pendred's syndrome) – rzadki zespół chorobowy charakteryzujący się występowaniem wrodzonej, pierwotnej niedoczynności tarczycy z wolem nieendemicznym oraz głuchoty spowodowanej wadami ucha wewnętrznego najczęściej o typie dysplazji Mondiniego. Zespół Pendreda został opisany po raz pierwszy przez angielskiego lekarza Vaughana Pendreda w 1896 roku. 
Głuchota występująca w zespole Pendreda jest zwykle obustronna i nieodwracalna. Występuje także zmniejszenie pobudliwości obu błędników. Choroba jest uwarunkowana genetycznie (autosomalna recesywna) i związana z mutacją w genie SLC26A4 w locus 7q31. Nieprawidłowy metabolizm jodu i synteza hormonów tarczycy prawdopodobnie niekorzystnie wpływają na narząd słuchu powodując rozwinięcie głuchoty.